# والدکرایبورگ
شهر والدکرایبورگ (به آلمانی: Waldkraiburg) در ایالت بایرن در کشور آلمان واقع شده‌است.